# 트랜짓 (2012년 영화)
《트랜짓》(영어: Transit)은 2012년 개봉한 미국의 액션 범죄 스릴러 영화이다. 휴가를 떠나는 가족의 차 안에 몰래 전리품을 숨겨 놓은 은행 강도 일당이 나중에 길 위에서 이를 되찾으려고 하면서 벌어지는 이야기를 그린다.

## 줄거리
영화는 무장 강도들이 장갑 수송차를 습격하며 시작된다. 운전사를 죽이고 돈을 챙긴 강도들은 경찰의 검문이 시작되자 휴가 여행 중인 한 가족이 잠시 주유소에 들른 사이 이들의 랜드로버 차 지붕 침낭 속에 4백만 달러를 숨긴다. 검문소에서 강도들은 수색을 받지만 경찰이 돈을 찾지 못해 풀려난다. 이후 강도들은 쉐보레 셔벨로 이 가족을 추격하기 시작하고, 아버지 네이트는 추격에서 벗어나려다 과속으로 경찰에 붙잡힌다.
네이트가 경찰서에 있는 동안 강도들은 가족의 숙소에 침입해 네이트의 아내 로빈을 공격한다. 로빈은 간신히 도망치고, 돈을 찾지 못한 강도들은 경찰이 출동하자 도주한다. 경찰은 네이트를 석방하고 가족에게 호위 서비스를 제공하지만 몇 마일 못 가 다른 사건이 발생해 이들을 떠난다. 일이 일단락됐다고 여긴 가족은 이어서 야영지로 이동하기로 한다. 그러나 로빈은 짐을 정리하다가 우연히 침낭을 열어 돈을 발견하자 마침 돈 세탁으로 감옥 살이를 하고 가석방 중인 네이트가 또 범죄에 연루됐다고 오해하고, 네이트를 버려두고 아이들과 랜드로버를 타고 떠난다. 침낭을 확인한 네이트는 현재 자신이 처한 상황을 파악한다.
강도들은 곧 랜드로버를 따라잡고 추격전 끝에 로빈과 아이들을 납치한다. 한편 네이트는 홀로 늪을 헤매다가 돈을 숨긴 뒤 강도들에게 잡힌다. 강도들은 네이트를 데리고 돈을 찾으러 가지만 네이트는 돈은 사라진 것을 발견하고 공포에 빠진다. 강도들은 돈이 없어졌다는 사실을 모른 채 네이트에게 돈을 내놓으라고 압박한다. 그 과정에서 강도들 사이에서 주도권 다툼이 발생하는데…

## 출연진
- 짐 커비즐 - 네이트 시드웰 역
- 디오라 베어드 - 에리얼 역
- 제임스 프레인 - 매렉 역
- 스털링 나이트 - 셰인 역
- 해럴드 페리노 - 로사다 역
- 엘리자베스 롬 - 로빈 시드웰 역
- 제이크 체리 - 케니 역
- 라이언 도너후 - 에버스 역
- 그리프 퍼스트 - 모건 경위 역
- J. D. 에버모어 - 두셋 경사 역